# Hårskoltentunnel
Der Hårskoltentunnel (norwegisch Hårskoltentunnelen) ist ein Straßentunnel im Verlauf des Fylkesvei 830 zwischen Finneid und Sulitjelma in der Kommune Fauske im norwegischen Fylke Nordland.
Der 2.430 Meter lange Tunnel wurde 1956 als Eisenbahntunnel im Zuge der Verlängerung der Sulitjelmabane nach Finneid gebaut. Der Tunneldurchschlag erfolgte am 30. Mai 1956.
Nachdem die Bahnstrecke 1972 aufgegeben worden war, erfolgte der Umbau des Tunnels für den Straßenverkehr. Diese Arbeiten wurde 1975 abgeschlossen.